# دهستان کلم
دهستان کلم، یکی از دهستان‌های بخش مرکزی شهرستان بدره در استان ایلام ایران است. مرکز این دهستان،
روستای کلم بالا است.

## جمعیت
بر پایه سرشماری عمومی نفوس و مسکن در سال ۱۳۹۵، جمعیت دهستان کلم برابر با ۱٬۲۲۱ نفر بوده‌است.